# فانيا رادينوفيتش
فانيا رادينوفيتش هو لاعب كرة قدم ومدرب كرة قدم صربي، ولد في 7 سبتمبر 1972 في سبليت في كرواتيا. شارك مع منتخب صربيا تحت 17 سنة لكرة القدم ومنتخب صربيا تحت 19 سنة لكرة القدم. أما مع النوادي، فقد لعب مع نادي أو إف كيه بيوغراد ونادي بارتيزان.